# 查基科查山 (聖布埃納文圖拉區)
11°26′18″S 76°38′21″W / 11.43833°S 76.63917°W

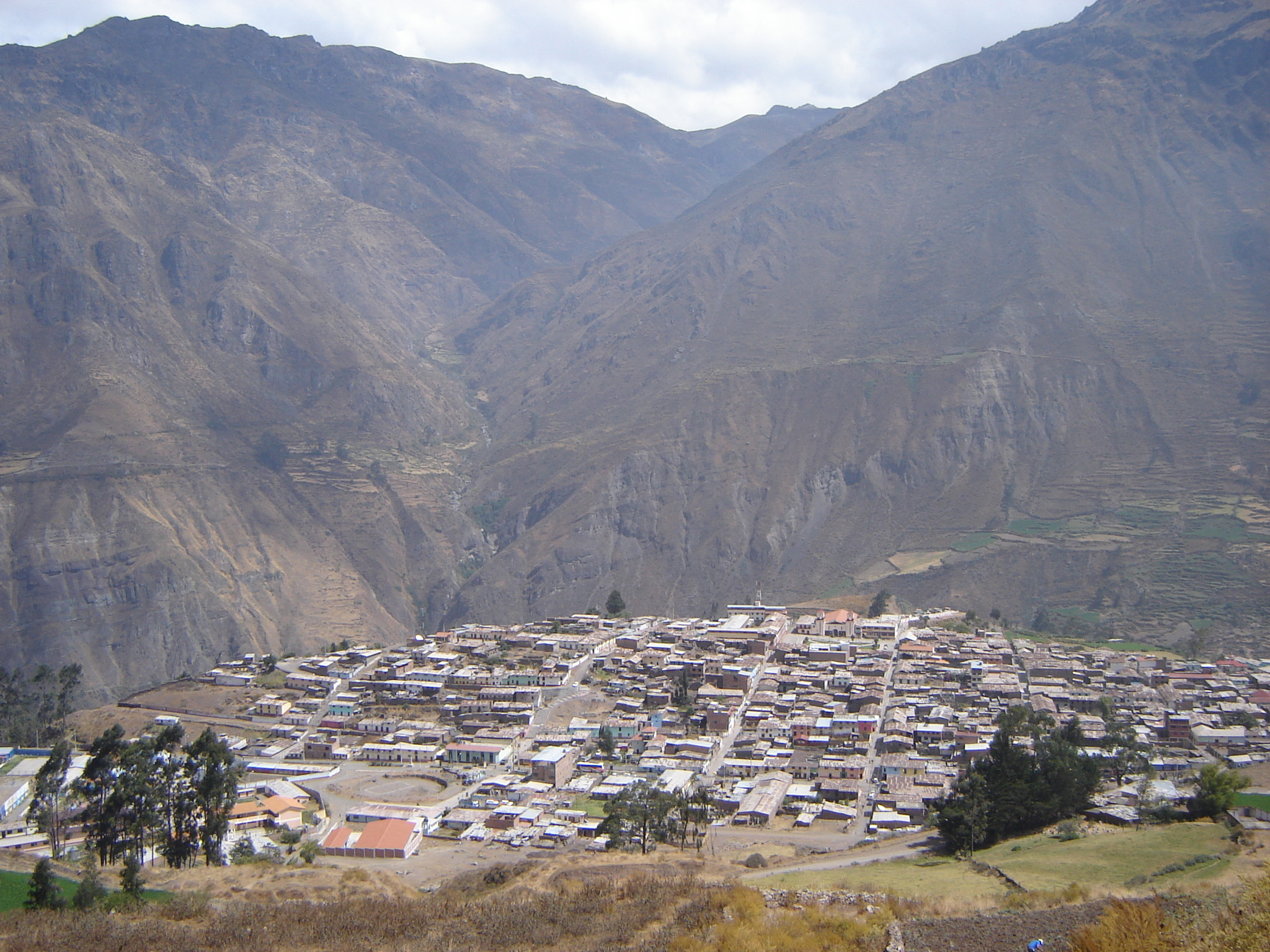

查基科查山（Ch'akiqucha），是秘魯的山峰，位於該國中南部利馬大區，由坎塔省的聖布埃納文圖拉區負責管轄，屬於安地斯山脈的一部分，海拔高度4,200米。